# Bombus brasiliensis
Bombus brasiliensis är en humla som beskrevs 1836 av Amédée Louis Michel Lepeletier. Arten ingår i släktet Bombus och familjen Långtungebin. Den förekommer i norra och mellersta Sydamerika.

## Beskrivning
Huvudet är svart, vanligen med iblandade vita hår i ansiktet. Mellankroppen är gul till brungul, med ett svart tvärband av varierande bredd mellan vingfästena. Benen är svarta. Tergiterna 1 till 3 är gula, tergit 2 endast på sidorna, med ett svart fält upptill. Det förekommer att tergit 2 är nästan helt svart, medan andra individer, speciellt bland arbetarna, nästan helt kan sakna svarta hår på den. Hanarna kan dessutom vara helsvarta. Resten av bakkroppen är svart, liksom undersidan. Vingarna är mörkbruna med violett glans., dock är färgen något ljusare hos hanarna. Drottningen är omkring 23 mm lång, arbetarna och hanarna omkring 15 mm.

## Utbredning
Bombus brasiliensis finns i Argentina (provinsen Misiones), Brasilien (delstaterna Bahia, Espírito Santo, Goiás, Mato Grosso, Mato Grosso do Sul, Minas Gerais, Paraná, Rio de Janeiro, Santa Catarina och São Paulo), Paraguay (departementen Alto Paraná, Caaguazú, Central, Cordillera, Guairá, Itapúa, Paraguarí och San Pedro) samt Uruguay (departementet Maldonado).

## Ekologi
Arten är sällsynt, men har påträffats i berg och på bergstoppar över 1 800 m. Humlan har iaktagits på två släkten i potatisväxternas familj, spikklubbor och skattor samt på palmen jussarapalm.

## Status och hot
Litet är känt om arten på grund av dess sällsynthet, och Internationella naturvårdsunionen (IUCN) har inte kunnat identifiera några hot mot arten, utan klassificerar den under kunskapsbrist (DD). En senare rapport publicerad 2020 i Journal of Applied Ecology, där forskarna studerat klimatförändringarnas effekt på sydamerikanska humlor, ger emellertid en något annorlunda bild: Där hävdas det att bland annat Bombus brasiliensis är påtagligt negativt påverkad av det förändrade klimatet.